# Capo Reynolds
Capo Reynolds (in inglese Cape Reynolds) è un promontorio roccioso sul mare di Ross della Dipendenza di Ross in Antartide.
Localizzato ad una latitudine di 75° 25′ S ed una longitudine di 162° 23′ E, segnala il confine meridionale del ghiacciaio David e della lingua glaciale Drygalski sulla costa della regina Victoria.
L'area venne esplorata per la prima volta dagli uomini di Ernest Shackleton durante la spedizione Nimrod del 1908.